# 福斯坦·苏卢克
福斯坦-埃利·苏卢克（法語：Faustin-Élie Soulouque，法語發音：[fostɛ̃ eli suluk]；1782年8月15日—1867年8月6日），海地總統和皇帝（1847年—1859年）。称帝后自稱福斯坦一世。

## 早年及军事生涯
苏卢克1782年生於海地西部小戈阿沃一個曼丁戈族黑人奴隸家庭，其母玛丽-卡特琳·苏卢克（Marie-Catherine Soulouque）生有两个儿子。1793年8月29日他被他的老板萊熱-費利西泰·松托諾释放为自由人。他作为一个自由公民入伍革命军，参加1803年至1804年间的海地独立战争，1810年升為國民警衛隊司令。并在未来40年里，他连续担任海地军事首脑，菲利普·盖里耶总统授于他上校军衔，当时的让-巴蒂斯特·里谢总统授于他中将军衔。

## 海地总统
1847年里谢总统去世，1847年3月2日苏卢克被选任为海地總統。

## 皇帝
1849年8月26日苏卢克迫使參議院通過新憲法，宣布實行帝制，自稱福斯坦一世，分封6個親王和59個公爵、侯爵、伯爵和男爵，實行軍事獨裁統治。他在位期间嚴厲鎮壓反對派和人民起義。1848年和1855年兩次出兵征討多明尼加共和國，均遭慘敗(他被多明尼加人稱為 rey de farsa（小丑皇帝）。
他執政期間將所有權力集中在他手中，將穆拉托人從國家的領導層中移除，得到黑人的支持。

## 流亡英屬牙买加及去世
1858年革命开始，在参谋长塔巴拉公爵法布尔·热弗拉尔将军领导下，在那年12月，热弗拉尔发动政变，击败皇家军队，控制了全国大部分地区。1859年1月15日福斯坦把皇帝宝座交给他，法国拒绝援助，热弗拉尔自任总统。1859年1月22日福斯坦乘坐英国的一艘军舰流亡。不久皇帝和他的家人抵达牙买加金斯敦，他们在那里停留几年，获准返回海地。1867年8月6日福斯坦在小戈阿沃去世，葬在苏卢克堡（Fort Soulouque）。多年后，他的名字被一个美国士兵Faustin Wirkus所用，他宣布将在海地戈納夫島登基为王，号称福斯坦二世。

## 皇室
福斯坦的皇后阿黛利娜（Adélina）只生有一女公主塞莉塔·苏卢克（Célita Soulouque），没有后嗣。公主嫁于佩蒂翁維爾伯爵让·菲利普·吕班（Jean Philippe Lubin），有后嗣。
皇帝有一个兄弟让-约瑟夫·苏卢克亲王（Prince Jean-Joseph Soulouque），他有十一個儿女，大儿子曼维尔-约瑟夫·苏卢克亲王（Prince Mainville-Joseph Soulouque），被授于海地帝国亲王并显然将继承叔叔的王位，他于后与玛丽·达尔贝（Marie d'Albert）结婚.
| 前任： 让-巴蒂斯特·里谢 海地总统 | 海地总统 1847-1849 海地皇帝 1849年—1859年 | 繼任： 法布尔·热弗拉尔 海地总统 |